# Eptatretus ancon
Eptatretus ancon is een soort uit de familie der slijmprikken (Myxinidae).
Deze soort is enkel bekend dankzij een exemplaar dat voor de Caribische kust van Colombia werd opgevist. Over hun verspreiding, habitat, populatie, ecologie en bedreigingen is dan ook nog bijzonder weinig gekend. Men kan echter wel met zekerheid zeggen dat deze slijmprik ten minste in het westen van de Atlantische Oceaan leeft.
1. ↑  (en) Eptatretus ancon op de IUCN Red List of Threatened Species.